# Büchslen
Büchslen (toponimo tedesco; in francese Buchillon) è una frazione di 171 abitanti del comune svizzero di Morat, nel Canton Friburgo (distretto di Lac).

## Storia

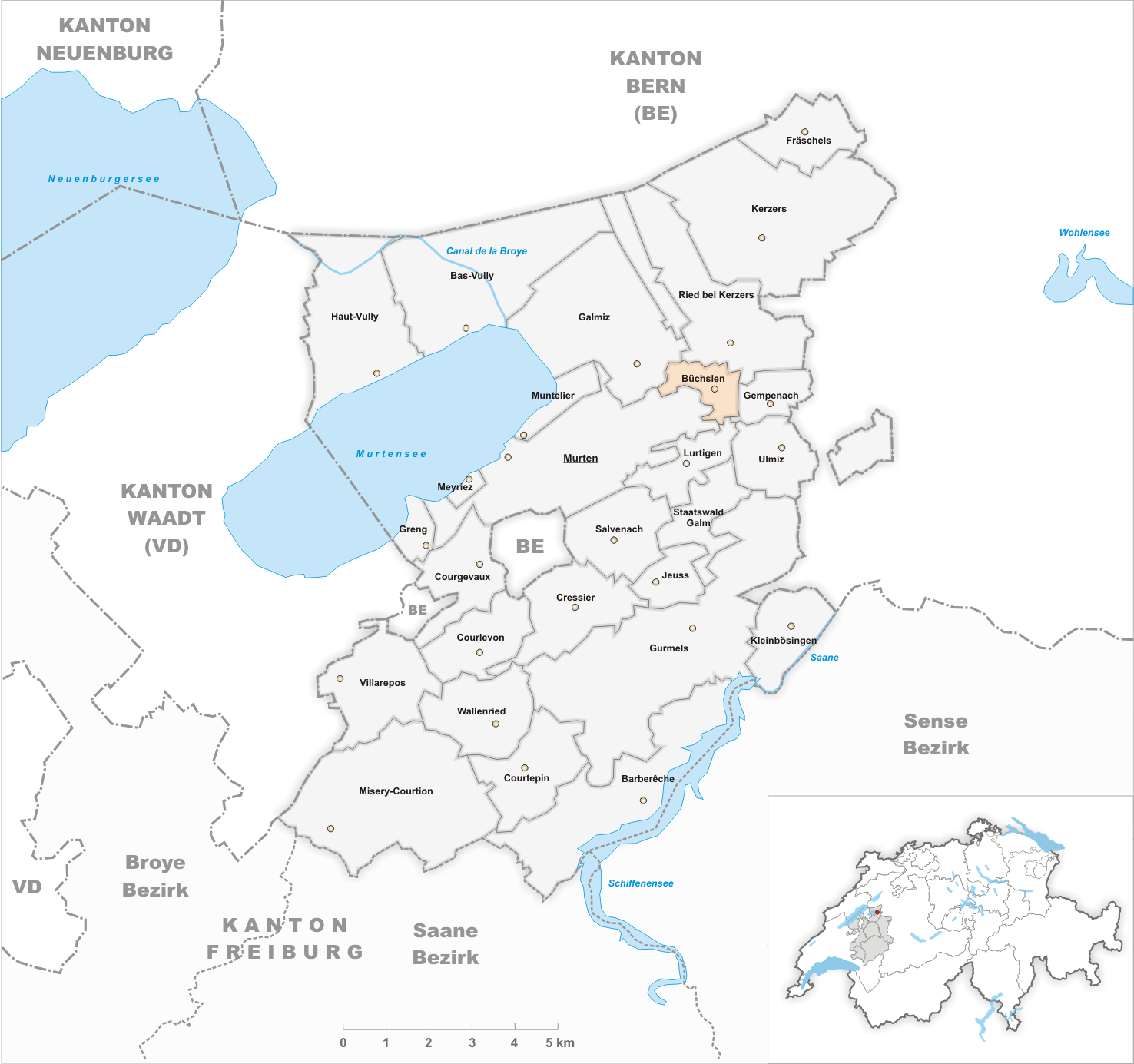
Il territorio del comune di Büchslen prima degli accorpamenti comunali del 2013

Già comune autonomo istituito nel 1831 e che si estendeva per 1,61 km², il 1º gennaio 2013 è stato accorpato a Morat.

## Società

### Evoluzione demografica
L'evoluzione demografica è riportata nella seguente tabella:
Abitanti censiti

## Amministrazione
Ogni famiglia originaria del luogo fa parte del comune patriziale che ha la responsabilità della manutenzione di ogni bene comune.